# Tinnea
Tinnea  é um gênero botânico da família Lamiaceae

## Espécies
São conhecidas 41  espécies:
- Tinnea antiscorbutica
- Tinnea apiculata
- Tinnea arabica
- Tinnea aethiopica
- Tinnea barbata
- Tinnea barteri
- Tinnea benguellensis
- Tinnea bequaerti
- Tinnea caudata
- Tinnea coerulea
- Tinnea cylindrica
- Tinnea dinteri
- Tinnea erianthera
- Tinnea eriocalyx
- Tinnea filipes
- Tinnea fischeri
- Tinnea fusco
- Tinnea galpini
- Tinnea gossweileri
- Tinnea gracilipedicellata
- Tinnea gracilis
- Tinnea heterotypica
- Tinnea intacta
- Tinnea juttae
- Tinnea kaessneri
- Tinnea lanuginosa
- Tinnea linearifolia
- Tinnea maculata
- Tinnea mirabilis
- Tinnea obovata
- Tinnea ochracea
- Tinnea pearsonii
- Tinnea physalis
- Tinnea physaloides
- Tinnea platyphylla
- Tinnea rehmannii
- Tinnea rhodesiana
- Tinnea rogersii
- Tinnea sacleuxii
- Tinnea somalensis
- Tinnea stolzii
- Tinnea vesiculosa
- Tinnea vestita
- Tinnea zambesiaca

## Nome e referências
Tinnea Kotschy & Peyritsch, 1867